# Ерік Лінд (яхтсмен)
Ерік Лінд (фін. Erik Lindh, 1 травня 1865 — 1 грудня 1914) — фінський яхтсмен.
Срібний призер Олімпійських Ігор 1912 року в класі 10 метрів.